# Mohammed Ali Bemammer
Mohammed Ali Bemammer (arab. محمد علي بامعمر, ur. 19 listopada 1989 w Fezie) – marokański piłkarz, grający na pozycji defensywnego pomocnika w NorthEast United FC. Reprezentant kraju. 

## Kariera klubowa

### Maghreb Fez
Zaczynał karierę w Maghrebie Fez, do pierwszego zespołu dołączył w 2009 roku. W sezonie 2010/2011 zagrał 8 meczów i miał asystę. W sezonie 2011/2012 zagrał 13 spotkań i strzelił gola.W kolejnym sezonie zagrał 26 spotkań i strzelił dwie bramki. W sezonie 2013/2014 zagrał 25 meczów i dwukrotnie trafił do siatki. Z Maghrebem zdobył Afrykański Super Puchar.

### Raja Casablanca
18 sierpnia 2014 roku trafił do Raja Casablanca za 200 tys. euro. W zespole z największego miasta kraju zadebiutował 21 września w meczu przeciwko FARowi Rabat, wygranym 2:1. Zagrał 57 minut. Pierwszego gola i asystę strzelił i zaliczył 19 grudnia w meczu przeciwko Chababowi Rif Al Hoceima, wygranym 4:1. Najpierw asystował przy golu w 48. minucie, a sam strzelił gola w minucie osiemdziesiątej. Łącznie w Casablance zagrał 25 meczów, strzelił gola i miał dwie asysty.

### Difaâ El Jadida
17 grudnia 2015 roku został zawodnikiem Difaâ El Jadida. W tym zespole debiut zaliczył 2 stycznia 2016 roku w meczu przeciwko FARowi Rabat, przegranym 2:3. Zagrał 15 minut. Pierwszą asystę zaliczył 13 maja w meczu przeciwko Kawkabowi Marrakesz, wygranym 1:3. Asystował przy golu w 32. minucie. Pierwszego gola strzelił 25 września w meczu przeciwko OC Safi, wygranym 1:2. Do siatki trafił w 45. minucie. Łącznie w El Jadidzie zagrał 86 spotkań, strzelił gola i zanotował 7 asyst.

### FAR Rabat
4 lipca 2019 roku trafił do FARu Rabat. W tym klubie zadebiutował 14 września w meczu przeciwko Moghrebowi Tetuan, przegranym 2:0, grając cały mecz. Pierwszą asystę zaliczył 4 października 2020 roku w meczu przeciwko Rai Beni Mellal, wygranym 0:3. Asystował przy golu w 20. minucie. Łącznie w stołecznym klubie zagrał 24 mecze i raz asystował.

### Ittihad Tanger
12 listopada 2020 roku został zawodnikiem Ittihadu Tanger. W tym zespole zadebiutował 6 grudnia w meczu przeciwko Hassanii Agadir, wygranym 0:1, grając cały mecz. Pierwszą asystę zaliczył 31 października 2021 roku w meczu przeciwko Renaissance Berkane, przegranym 4:1. Asystował przy golu w 7. minucie. Pierwszą bramkę strzelił 16 maja 2022 roku w meczu przeciwko Difaâ El Jadida (2:2). Do siatki trafił w 2. minucie. Łącznie zagrał 49 meczów, strzelił gola i miał dwie asysty.

### Powrót do Maghrebu
3 sierpnia 2022 roku powrócił do Maghrebu Fez. Zagrał tam 18 meczów, miał gola i asystę.

### NorthEast United FC
9 sierpnia 2023 roku przeszedł do NorthEast United FC. W tym zespole zadebiutował 24 września 2023 roku w spotkaniu przeciwko Mumbai City FC (porażka 1:2). Zagrał cały mecz, dostał też żółtą kartkę. Pierwszego gola strzelił 31 stycznia 2024 roku w meczu przeciwko Jamshedpur FC. Do siatki trafił w 66. minucie. Łącznie do 13 czerwca 2024 roku zagrał 21 ligowych meczów i strzelił gola.

## Kariera reprezentacyjna
Zagrał 5 meczów w kadrze U-23.
W reprezentacji seniorskiej zadebiutował 6 marca 2013 roku w meczu przeciwko Mali (wygrana 2:1). W debiucie strzelił gola – do siatki trafił w 70. minucie. Łącznie zagrał 10 meczów i strzelił 3 gole zagrał w reprezentacji seniorskiej.